# بيليايفكا
بيلياييفكا (Біляївка) هي مدينة في مقاطعة أوديس'كا في أوكرانيا.
يبلغ عدد سكانها حوالي 13066 نسمة.

## معرض صور

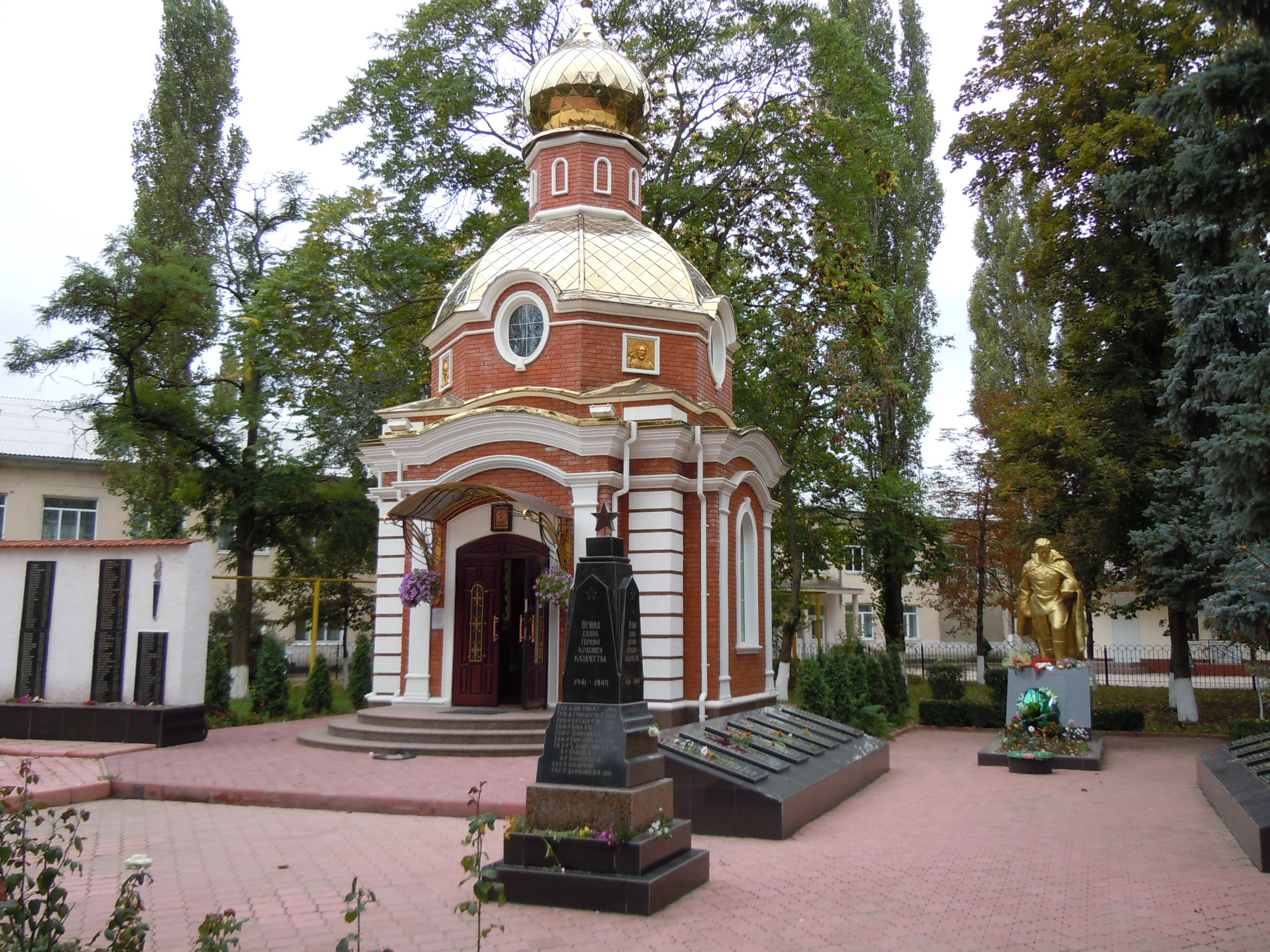
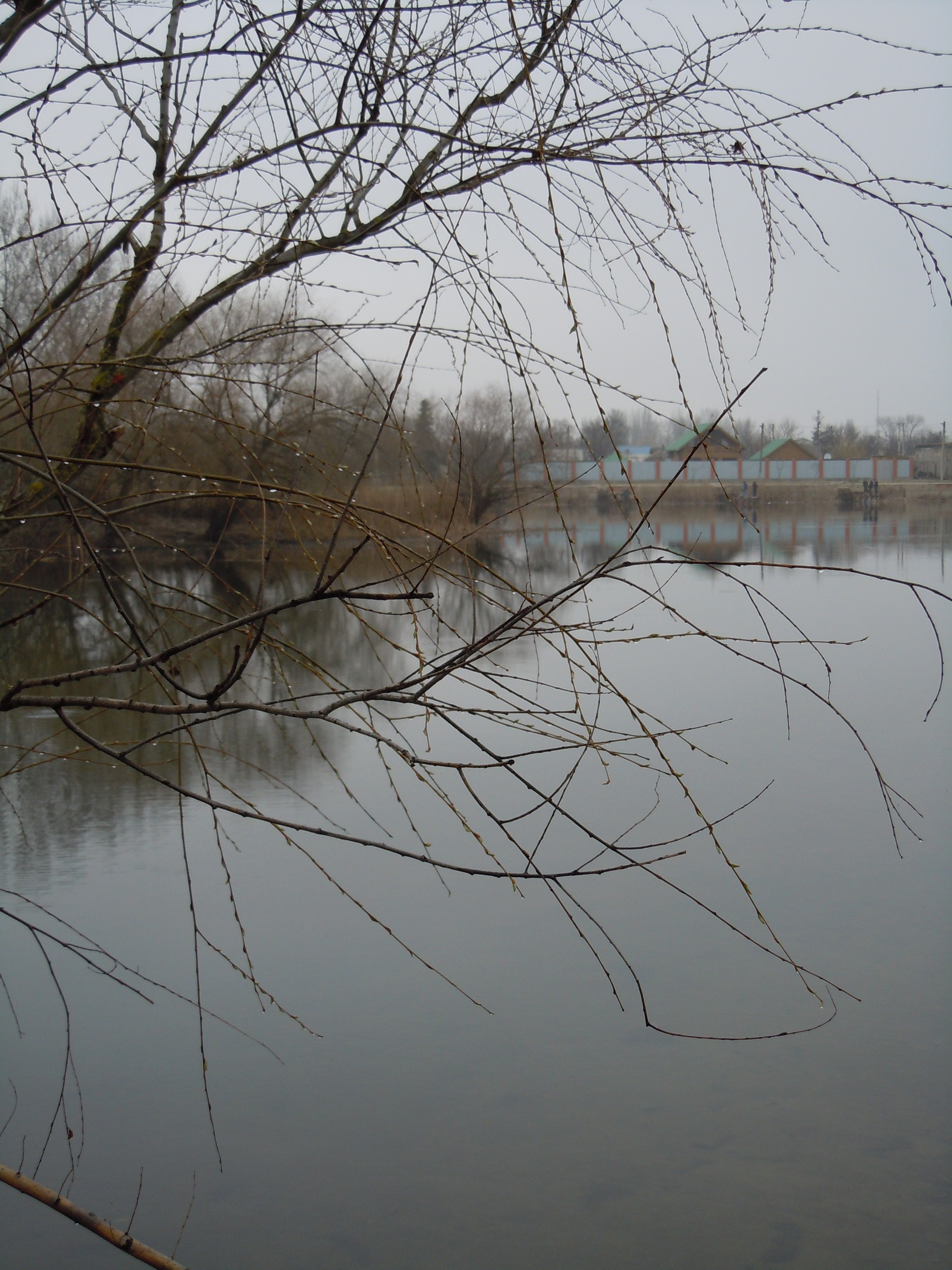
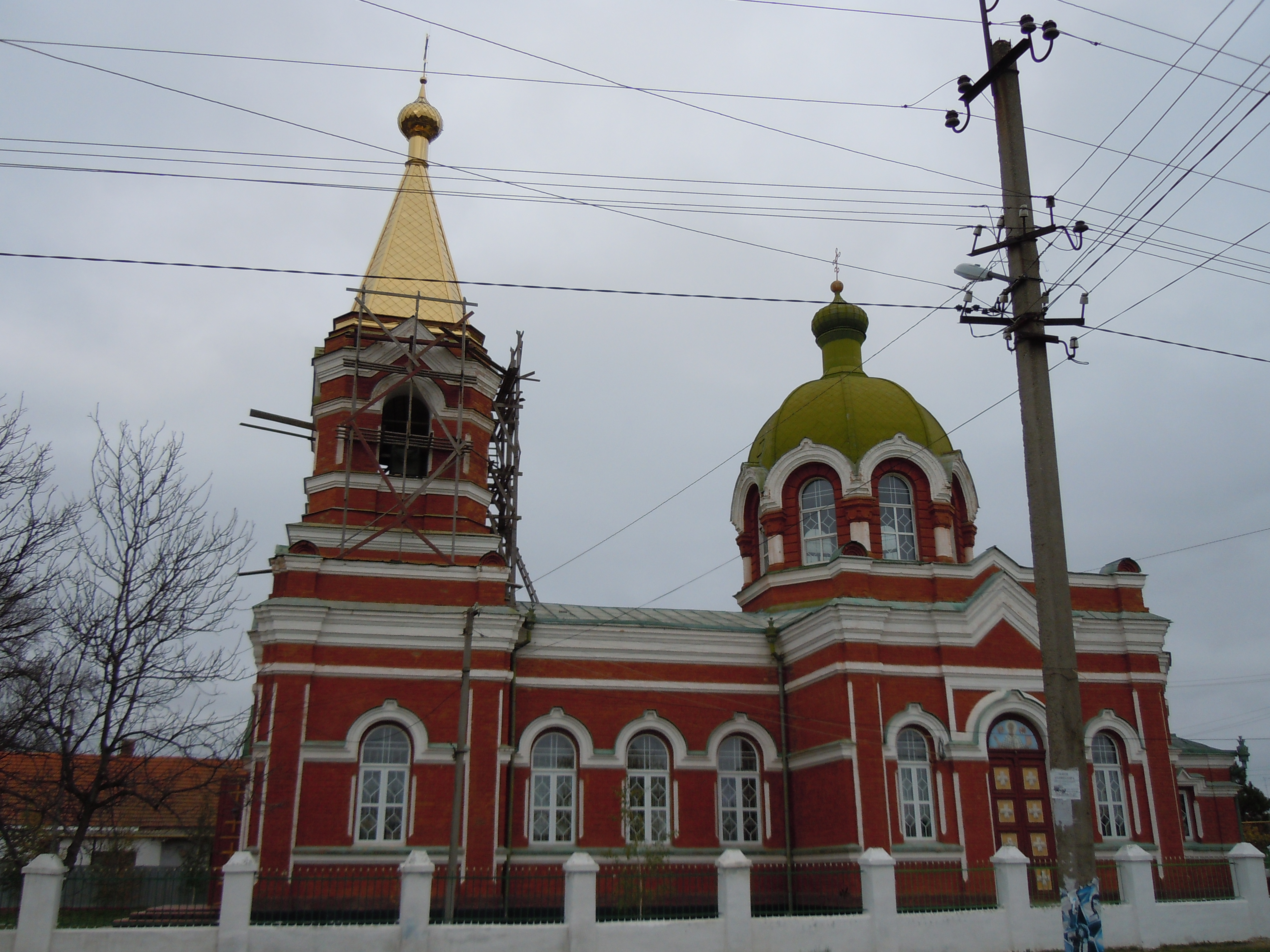
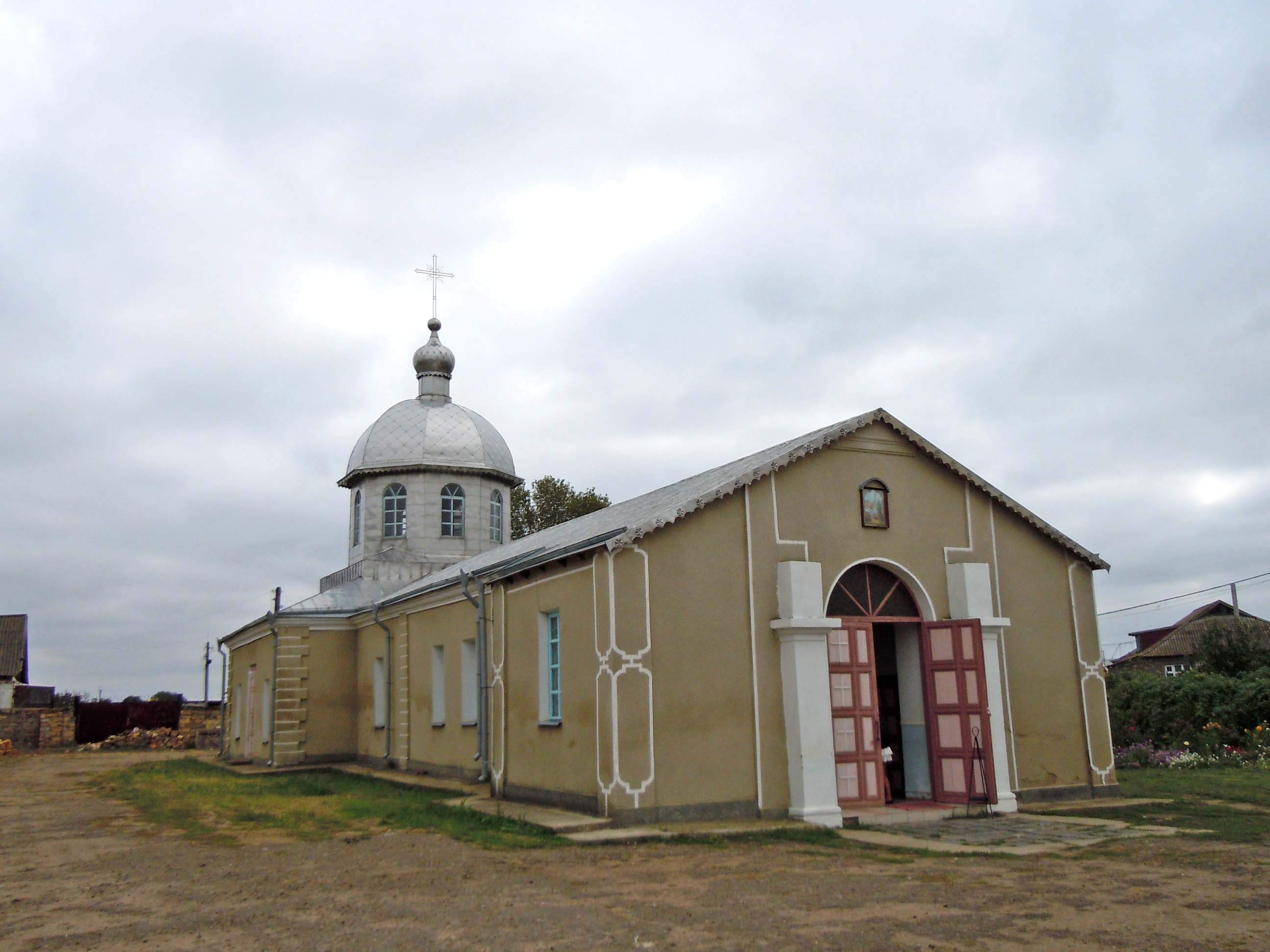
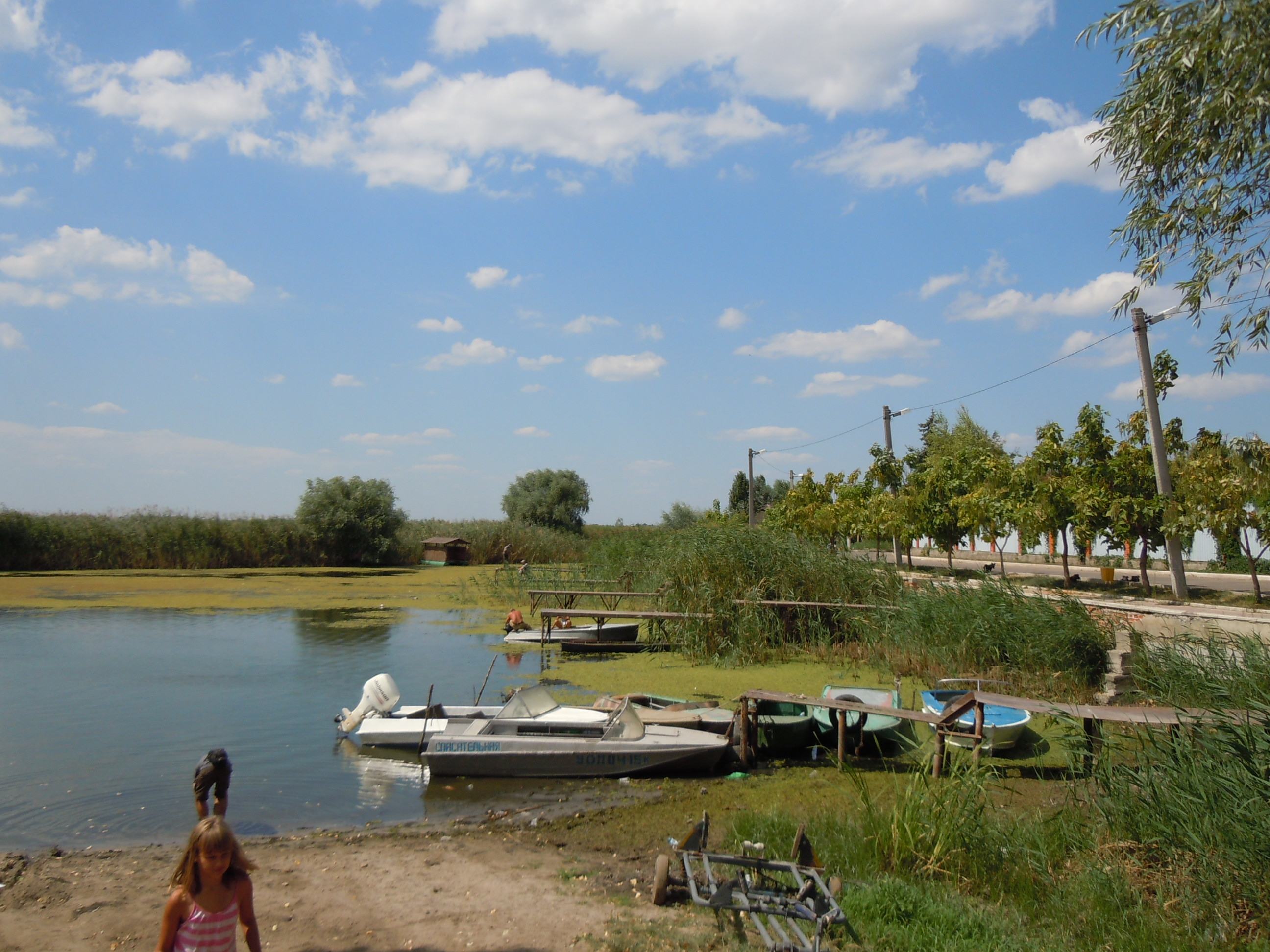

## أعلام
- كيريلو كوفالتشوك